# Александар Сергејевич Строганов
Гроф Александар Сергејевич Строганов (3. јануар 1733 — 27. септембар 1811) био је руски аристократа и члан породице Строганов. Био је помоћник министра унутрашњих послова, дугогодишњи председник Царске академије уметности, директор Руске царске библиотеке и члан Руске академије.

## Младост
Строганов је рођен 3. јануара 1733. у Санкт Петербургу, као син барона Сергеја Григоријевича Строганова (1707–1756), који је одиграо значајну улогу за време владавине Елизабете Петровне. Током 1752–1757 студирао је на универзитетима у Женеви, Болоњи (уметничка блага) и Паризу (хемија, физика и металургија). У Паризу је био масон и посетио је Волтера.

## Каријера
Након смрти оца 1756. године, завршио је уређење Палате Строганов 1760. године. 1780. постао је сенатор. Године 1783. постао је члан Руске академије и један од уредника Академског речника.
Строганов је био члан комисије за израду новог законика за време владавине Катарине Велике (1762–1796). Од 1800. до смрти био је председник Царске академије уметности и директор Царске јавне библиотеке (1800–1811). Био је други директор библиотеке. Био је и члан Државног савета.
Од 1801. године као председник поверилачког одбора, био је надзорник Казанске катедрале у Санкт Петербургу.
Године 1805. предложио је Александру I оснивање посебног складишта рукописа („депо манускриптов“) у Царској библиотеци. Рукописи преузети из збирке Петра П. Дубровског чинили су основу овог депозита.
Строганов је такође био колекционар слика познатиh уметника.

## Лични живот
Године 1769. оженио се принцезом Екатерином Петровном Трубецком, ћерком кнеза Петра Никитича Трубецког. Заједно, Екатерина и Александар су били родитељи:
- Грофa Павелa Александровичa Строгановa (1774–1817), који се оженио принцезом Софијом Голитсн, ћерком кнеза Владимира Борисовича Голицина и Наталије Петровне.

Умро је 27. септембра 1811. у Санкт Петербургу.